# Puffottern
Die Puffottern (Bitis) sind eine Gattung ausschließlich in Afrika und dem südlichen Arabien verbreiteter Giftschlangen aus der Familie der Vipern (Viperidae) mit derzeit 18 bekannten Arten.
Die Typusart ist die in Afrika weit verbreitete Puffotter (Bitis arietans). Namensgebend sind die typischen Drohgebärden und -geräusche, die die Tiere bei einer Bedrohung produzieren. Dabei blähen sich die Schlangen auf und entlassen die Luft in lauten Zisch- und Knallgeräuschen (engl. „puffs“).

## Merkmale
Zu den Puffottern zählt mit der Gabunviper (Bitis gabonica) mit einer Körperlänge von bis über zwei Metern eine der bekanntesten und größten Vipern weltweit, gleichzeitig enthält die Gattung auch die kleinsten Vipern, etwa die Zwergpuffotter (Bitis peringueyi) mit nur etwa 30 Zentimetern oder die Schneiders Zwergpuffotter (Bitis schneideri), mit 19 bis maximal 28 Zentimetern Körperlänge. Die meisten Arten sind relativ plump gebaut.
Kennzeichnend für alle Arten ist ein breiter, dreieckiger Kopf mit einer abgerundeten Schnauze, der deutlich vom Körper abgesetzt und mit kleinen, deutlich gekielten Schuppen besetzt ist. Der Winkel zwischen der Kopfoberseite und den Kopfseiten sowie der Rostrale, der so genannte Canthus, ist sehr scharf ausgeprägt. Bei vielen Arten kommen vergrößerte Überaugenschilde (Supraoculare) oder Nasenschilde (Rostrale) vor, die Hörner bilden. So besitzen etwa die Nashornviper (B. nasicornis) und die Gabunviper (B. gabonica) ein deutliches Nasenhorn und die Gehörnte Puffotter (B. caudalis) und die Büschelbrauen-Puffotter (B. cornuta) ausgeprägte Hörner über den Augen.
Die Augen sind relativ klein und liegen bei den meisten Arten an den Körperseiten, die Nasenlöcher sind groß und weisen häufig nach oben. Das Rostrale und das Nasale sind durch 0 bis 6 Schuppen voneinander getrennt. Die Oberkieferknochen sind nur kurz und besitzen nur ein Paar gebogene Giftzähne.
Der Körper ist mit stark gekielten und gezähnten Schuppen bedeckt, an den Körperseiten sind die Schuppen häufig leicht gebogen. In der Körpermitte variiert die Schuppenanzahl zwischen den Arten im Bereich von 21 bis 46. Die Bauchschuppen (Ventrale) sind groß und abgerundet, es handelt sich dabei um 112 bis 146 je nach betrachteter Art. Bei einigen Arten sind sie leicht gekielt, überwiegend jedoch glatt. Die Anale ist ungeteilt, an sie schließen sich 16 bis 37 paarige Unterschwanzschuppen (Subcaudale) an, die ebenfalls gekielt sein können.

## Verbreitung und Lebensraum
Die Puffottern besiedeln einen Großteil des afrikanischen Kontinents sowie einen Teil der Arabischen Halbinsel. Dabei werden fast alle Lebensräume von ihnen besiedelt. So findet man beispielsweise die Zwergpuffotter (B. peringueyi) als ausgesprochene Wüstenart ausschließlich in der Namibwüste während die Gabunviper (B. gabonica) in den Urwaldgebieten Westafrikas lebt. Die größte Verbreitung hat die Puffotter (B. arietans), die auf dem gesamten afrikanischen Kontinent sowie als einzige Art auch auf der Arabischen Halbinsel mit Ausnahme der Extremlebensräume zu finden ist, demgegenüber leben andere Arten wie etwa die Äthiopische Puffotter (B. parviocula) als Endemiten in sehr begrenzten Gebieten.

## Lebensweise
Puffottern sind durchweg bodenlebende Schlangen, nur einzelne Arten können auch klettern. Vor allem die großen Arten der Gattung bewegen sich langsam kriechend fort, kleinere Arten schlängeln oder können sich auch seitenwindend bewegen.

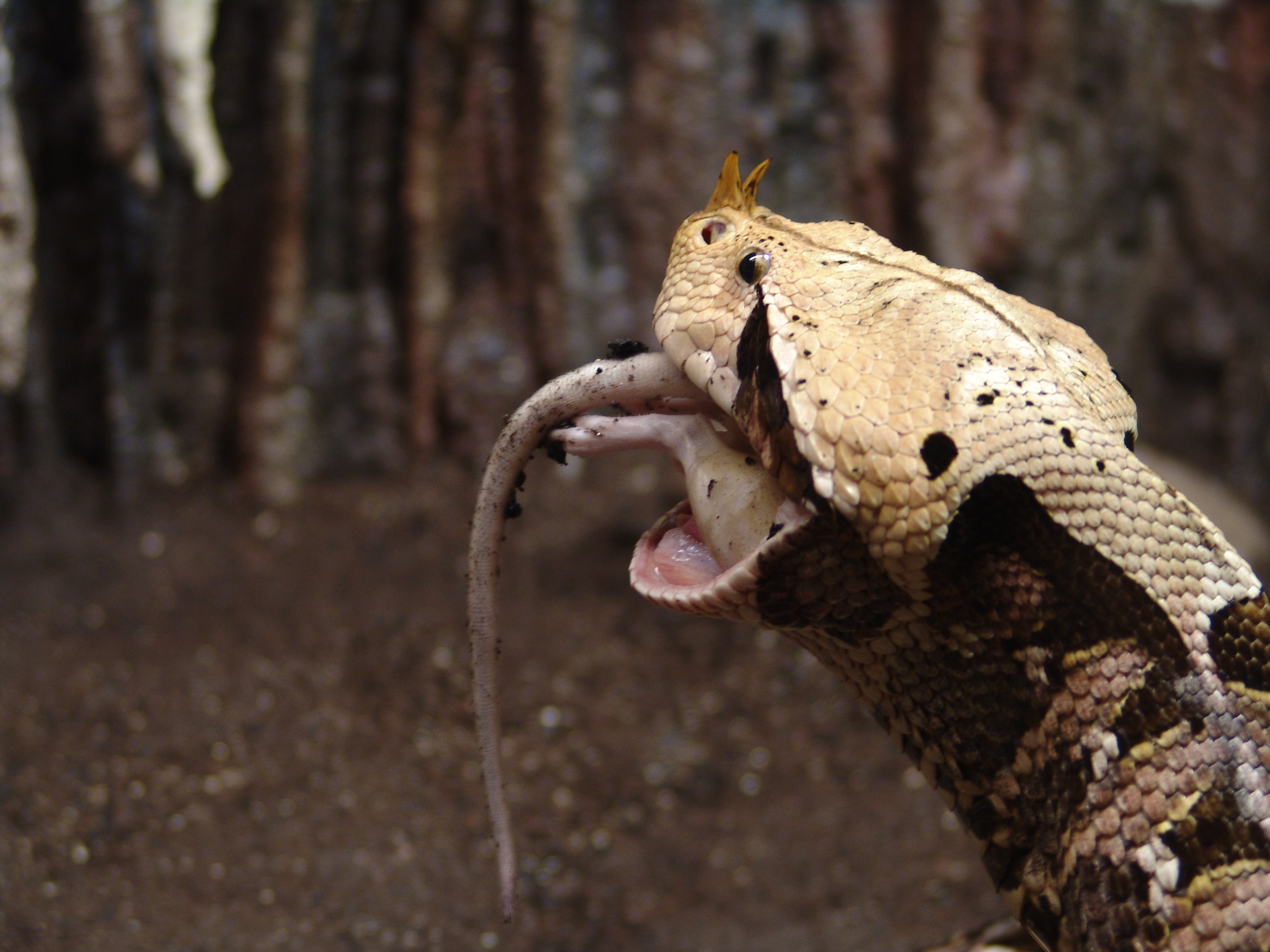
Westliche Gabunviper verspeist eine Ratte …

Obwohl die meisten Arten langsam und träge erscheinen können sie sehr schnell zuschnappen, wenn sich ihnen ein potentielles Beutetier nähert. Sie ernähren sich durchweg abhängig von ihrer eigenen Körpergröße von kleineren Säugetieren und Echsen. Gemeinsam ist den Arten das namensgebende Drohverhalten. Dabei blähen sich die Schlangen auf und entlassen die Luft in lauten Zisch- und Knallgeräuschen (engl. „puffs“), dies kann vor allem bei den großen Arten über sehr lange Zeiträume andauern.
Alle Puffottern sind lebendgebärend (vivipar) und können teilweise sehr große Anzahlen von Jungschlangen zur Welt bringen.
Wo sich ihre Verbreitungsgebiete überlappen, konnten bereits Hybriden von Bitis arietans und Bitis gabonica sowie Bitis gabonica und Bitis nasicornis nachgewiesen werden.

## Systematik

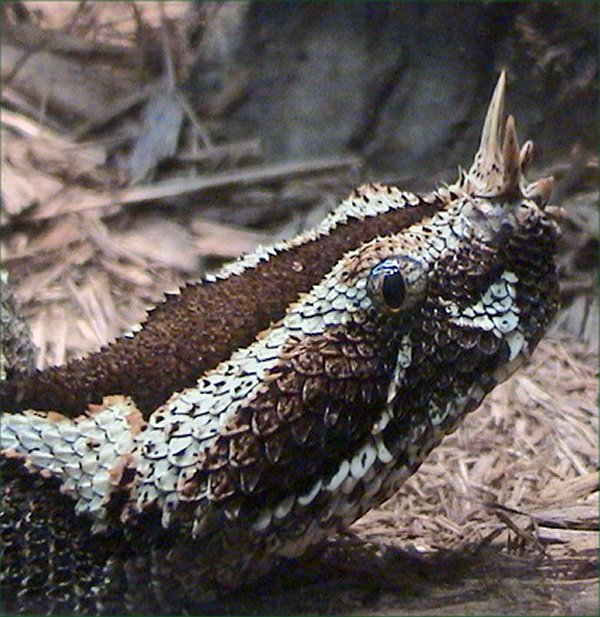
Nashornviper (B. nasicornis)

Zu den Puffottern werden aktuell 18 Arten gezählt:
- Bitis albanica Hewitt, 1937
- Puffotter (Bitis arietans (Merrem, 1820))
- Bitis armata (Smith, 1826)
- Berg-Puffotter (Bitis atropos (Linnaeus, 1758))
- Gehörnte Puffotter (Bitis caudalis (Smith, 1839))
- Büschelbrauen-Puffotter (Bitis cornuta (Daudin, 1803))
- Östliche Gabunviper (Bitis gabonica (Duméril, Bibron & Duméril, 1854))
- Bitis harenna Gower, Wade, Spawls, Böhme, Buechley, Sykes & Colston, 2016
- Angola-Puffotter (Bitis heraldica (Bocage, 1889))
- Hochland-Puffotter (Bitis inornata (Smith, 1838))
- Nashornviper (Bitis nasicornis (Shaw & Nodder, 1792))
- Äthiopische Puffotter (Bitis parviocula Böhme, 1976)
- Zwergpuffotter (Bitis peringueyi (Boulenger, 1888))
- Westliche Gabunviper (Bitis rhinoceros (Schlegel, 1855))
- Bitis rubida Branch, 1997
- Schneiders Zwergpuffotter (Bitis schneideri (Boettger, 1886))
- Kenya-Puffotter (Bitis worthingtoni Parker, 1932)
- Wüsten-Puffotter (Bitis xeropaga Haacke, 1975)

Außerdem ist mit Bitis olduvaiensis eine ausgestorbene Puffotterart bekannt.

## Schlangengift
Alle Arten der Puffottern sind giftig und besitzen artspezifisch sehr unterschiedlich wirksame Gifte und Giftmengen. Wie die meisten Schlangengifte stellt auch das Gift der Puffottern ein Gemisch aus unterschiedlichen Proteinen dar, die entsprechend unterschiedlich im Körper der Beutetiere oder eines Gebissenen wirken. Die meisten Anteile des Puffotterngiftes wirken dabei hämolytisch.

## Belege
1. ↑  Chris Mattison: Enzyklopädie der Schlangen, blv Verlag. ISBN 978-3-8354-0360-4.
2. ↑  nach ITIS
3. ↑  Bitis In: The Reptile Database
4. ↑  J. C. Rage: Fossil snakes from Olduvai, Tanzania. In: L. S. B. Leakey, R. J. B. Sauvage, S. C. Coryndon (Hrsg.): Fossil Vertebrates from Africa. Band 3, Academic Press, London 1973, ISBN 0-12-440403-0.